# Declarația de la Martin
Declarația de la Martin (în slovacă Martinská deklarácia) este numele dat de obicei Declarației națiunii slovace (în slovacă Deklarácia slovenského národa) care a fost proclamată în orașul Turčiansky Svätý Martin (acum Martin, Slovacia) la 30 octombrie 1918. Această declarație a fost efectiv o declarație de independență față de Regatul Ungariei (parte componentă a Imperiului Austro-Ungar) și a fost un eveniment precursor al Unirii Slovaciei cu Cehia în cadrul noului stat Cehoslovacia.
Ambițiile separatiste slovace au fost în mare parte sistate în timpul Primului Război Mondial, atunci când principalul partid naționalist slovac, Partidul Național Slovac (SNP), și-a proclamat loialitatea față de imperiu. În ultimele luni ale războiului a avut loc însă o dezintegrare treptată a imperiului, ceea ce a determinat SNP să-și reia campania politică pentru înființarea unui stat slovac separat. Președintele SNP, Matúš Dula, a ales orașul Martin, un centru al vieții politice și culturale slovace începând din secolul al XIX-lea, ca loc de desfășurare al adunării generale a partidului.

## Context politic
Mitingul socialist de la 1 mai 1918, autorizat de autoritățile maghiare, a permis politicienilor slovaci să proclame pentru prima dată de la izbucnirea războiului aspirațiile de independență ale națiunii slovace și dorința de unire cu cehii. Conducătorii Partidului Național Slovac s-au întrunit apoi la Turcianský Svätý Martin la 24 mai, după demonstrațiile naționaliste de la Praga la care participaseră unii dintre ei, și au susținut unirea teritoriilor slovace cu teritoriile cehe și separarea Slovaciei de Ungaria. Însuși Andrej Hlinka⁠(d) a declarat:
| “ | Este timpul să acționăm. Trebuie să decidem dacă în viitor vom sta alături de unguri sau alături de cehi. Să ne declarăm deschis în favoarea orientării cehoslovace! Uniunea noastră milenară cu maghiarii a eșuat. Trebuie să ne despărțim! | ” |

La 29 mai 1918 Partidul Național Slovac a adoptat o rezoluție prin care cerea dreptul de autodeterminare pentru „națiunea slovacă” și își declara intenția de a participa la constituirea unui nou stat care urma să includă Slovacia, Boemia, Moravia și Silezia. A fost aprobată formarea unui Consiliu Național Slovac care trebuia să reunească toate pozițiile politice din Slovacia, dar arestarea principalului conducător politic socialist și sporirea supravegherii polițienești au împiedicat întrunirea liderilor politici slovaci până în luna octombrie.
În septembrie 1918, când se prefigura înfrângerea definitivă a Puterilor Centrale în Primul Război Mondial și dorința învingătorilor de a dezintegra Imperiul Austro-Ungar, politicienii cehi și slovaci au accelerat procesul de obținere a independenței. În aceeași lună conducătorii politici de diferite orientări au fondat Consiliul Național Slovac, care era favorabil constituirii noului stat Cehoslovacia.
În 14 octombrie 1918 a fost format un guvern cehoslovac provizoriu condus de Tomáš Masaryk. Două zile mai târziu, împăratul Carol I al Austriei și al IV-lea al Ungariei a aprobat federalizarea Cisleithaniei, dar nu și a Transleithaniei, din cauza presiunilor guvernului maghiar. La 19 octombrie omul politic Ferdiš Juriga, membru al Consiliului Național Slovac, s-a adresat Parlamentului Ungariei, afirmând dreptul națiunii slovace de a-și alege un viitor politic separat și refuzând recunoașterea autorității parlamentului și a guvernului ungar asupra teritoriului locuit de slovaci.
La 28 octombrie 1918 Consiliul Național Ceh a proclamat independența Republicii Cehoslovace la Praga .

## Declarația

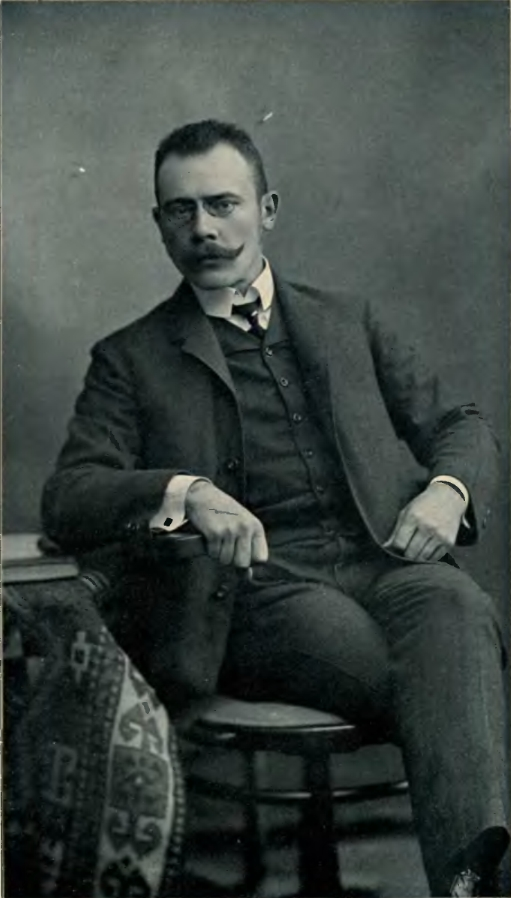
, a cărui venire de la Budapesta a determinat modificarea Declarației de la Martin în 31 octombrie 1918.

La 29 octombrie 1918 principalii lideri ai partidelor slovace s-au întâlnit la Turcianský Svätý Martin pentru a decide viitorul politic al țării. Nu au fost prezenți reprezentanții minorităților și nici susținătorii politicii maghiarizante. Adunarea nu a fost cu adevărat reprezentativă, deoarece reunea doar politicienii conservatori și moderați, care proveneau în principal din teritoriile slovace centrale și vestice. Delegații nu cunoșteau atunci declarația de independență adoptată la Praga cu două zile mai înainte.
În dimineața zilei de 30 octombrie 1918, cei 108 delegați ai SNP au participat la reuniunea de la Banca Tatra din Martin și au ales un Consiliu Național Slovac, format din doisprezece membri, proveniți în principal din cadrul Partidului Național Slovac. În cursul după-amiezii, consiliul nou constituit a adoptat o „declarație a națiunii slovace” și a trimis-o la Praga. Declarația anunța că „națiunea slovacă este o parte a națiunii cehoslovace unite, în ceea ce privește limba și istoria culturală” și susținea că doar Consiliul Național Slovac, nu guvernul maghiar sau orice altă autoritate, era autorizat să vorbească în numele națiunii slovace. Ea conținea trei puncte principale:
- Slovacii erau o parte componentă a națiunii cehoslovace unite.
- Slovacii intenționau să exercite dreptul la autodeterminare.
- Slovacii doreau să fie reprezentați la următoarea conferință de pace de o delegație proprie.[7]

În noaptea de 30 octombrie 1918 reprezentantul guvernului de la Praga, Milan Hodža⁠(d), a sosit de la Budapesta, cu vestea formării guvernului condus de Mihály Károlyi după Revoluția Crizantemelor, dar majoritatea delegaților părăsiseră deja orașul. Contele István Tisza, un susținător zelos al dualismului austro-ungar, fusese asasinat, iar ministrul austro-ungar de externe, contele Gyula Andrássy cel Tânăr, acceptase autodeterminarea cerută de președintele american Wilson. Un guvern cehoslovac fusese constituit la Praga.
Ca urmare a știrilor aduse de Hodža, delegații rămași la Martin au modificat rezoluția deja adoptată, menționând recunoașterea de către președintele Woodrow Wilson a independenței Cehoslovaciei și retrăgând cererea participării unei delegații slovace la conferința de pace. În noaptea de 31 octombrie 1918, Károlyi a salutat Consiliul Național Slovac, afirmând dorința de colaborare între Republica Populară Maghiară și Prima Republică Cehoslovacă, căreia i se alăturaseră slovacii. Declarația nu a schimbat administrația regiunii, care a rămas sub control maghiar, dar a avut un mare efect propagandistic, consolidând noul guvern format la Praga.
Declarația de la Martin a venit la două zile după proclamarea independenței statului Cehoslovacia de către Comitetul Național Ceh la Praga și la două săptămâni după redactarea și prezentarea Declarației de independență a națiunii cehoslovace la Washington și Paris. Slovacii au acționat independent, întrucât veștile despre declarația cehă nu ajunseseră la Martin până la momentul redactării declarației slovace. Consiliul Național Slovac a încercat să preia controlul asupra teritoriului Slovaciei, dar a fost împiedicat de o intervenție militară maghiară, care a ocupat orașul Martin la 15 noiembrie 1918. Trupele cehe au eliberat curând orașul, iar noul guvern de la Praga l-a numit pe Vavro Šrobár ca ministru delegat pentru Slovacia.
Unii reprezentanți slovaci au propus acordarea unui statut autonom pentru teritoriul Slovaciei și constituirea unei adunări legislative proprii, descentralizate, dar această propunere a fost respinsă de guvernul cehoslovac, iar Šrobár a dizolvat Consiliul Național Slovac în ianuarie 1919. Delegații de la Turčiansky Svätý Martin nu definiseră exact ce înseamnă „națiunea ceho-slovacă”, dar aparent aveau în minte o definiție care susținea identitatea națională distinctă și individualitatea poporului slovac. Slovacilor li se promisese că vor deveni parteneri egali în ceea ce Edvard Beneš, ministrul de externe al guvernului cehoslovac provizoriu, a declarat că va fi un stat federal în stil elvețian. În schimb, slovacii s-au trezit retrogradați în statutul de minoritate națională. Ulterior, Slovacia a fost guvernată ca parte a statului cehoslovac centralizat, care fusese înființat de Adunarea Națională Cehoslovacă de la Praga.

## Controversa cu privire la declarație
În perioada interbelică și mai ales în cursul anului 1928, când a avut loc sărbătorirea unui deceniu de la constituirea Cehoslovaciei, a apărut o dispută cu privire la conținutul declarației. Naționaliștii extremiști slovaci au susținut că declarația originală conținea o clauză care permitea Slovaciei să își schimbe situația politică prin solicitarea autonomiei sau chiar a separării definitive de statul cehoslovac la 10 ani de la înființarea sa. Potrivit celor afirmate de ei, delegații care au modificat rezoluția inițială, după plecarea majorității participanților, au decis ca această clauză să fie secretă și au renunțat complet la ea mai târziu. Deoarece documentul original a fost pierdut, nu s-a putut clarifica dacă această clauză chiar a existat.
La 1 ianuarie 1928, adjunctul lui Andrej Hlinka, Vojtech Tuka⁠(d), a publicat un articol în care susținea existența clauzei secrete. Prin această afirmație, el intenționa să împiedice intrarea partidului său în guvernul de coaliție cehoslovac. În vara anului 1929 Tuka a fost judecat și condamnat la 15 ani de închisoare pentru că ar fi fost agent al unei puteri străine (Ungaria). Refuzul partidului său de a se delimita de afirmațiile lui Tuka a înrăutățit mai mult relațiile dintre cehi și naționaliștii slovaci. Acest caz a cauzat o criză chiar în cadrul Partidului Popular Slovac între apărătorii și opozanții lui Tuka și a poziției sale extremiste și a provocat, de asemenea, o satisfacție temporară în presa revizionistă maghiară și o îngrijorare în cadrul guvernului cehoslovac.